# جاده ئی۰۱۹ اروپا

جاده E019 اروپا

جاده ئی۰۱۹ اروپا (به انگلیسی: European route E019) یکی از جاده‌های درجه ۲ قاره اروپا است.
این جاده که در کشور قزاقستان قرار دارد، از شهر پتروپاول شروع شده در شهر زاپادنوئه به پایان میرسد.